# KV2
KV2 무덤은 왕가의 계곡에 위치한 람세스 4세의 무덤으로, 동쪽 계곡의 저지대, KV7과 KV1 사이에 위치해 있다. 고대부터 외부에 노출되었으며 그때부터 많은 양의 낙서가 내부에 새겨져 있다.

## 조성 계획
람세스 4세 무덤의 당시 설계 도면이 두 점이 남아 있다. 이탈리아 토리노 이집트 박물관이 소장 중인 파피루스 자료에는 1:28 축척으로 람세스 4세의 무덤을 자세히 묘사하고 있다. 모든 통로와 방을 그려넣었으며 치수는 신관문자로 적어놓았다. 해당 자료에 실린 평면도에는 파라오의 석관 주변으로 4단 동심원을 두르는 구조를 띄고 있는데 이는 투탕카멘의 무덤에서 온전히 발견된 구조와 동일하다.
또 하나의 도면은 무덤 입구에서 머지않은 위치에서 발견된 것으로, 석회암 판에 새겨져 있었다. 무덤의 문 위치를 대강 나타낸 평면도로 되어 있다. 학자에 따라서 후자의 도면은 "인부의 낙서"로 치부되기도 하는 반면, 파피루스 도면의 경우 제례상의 맥락으로 제작된 것이 거의 확실하며, 무덤이 다 지어진 후에 봉헌을 위해 쓰였을 것으로 추정된다.

## 무덤 구조

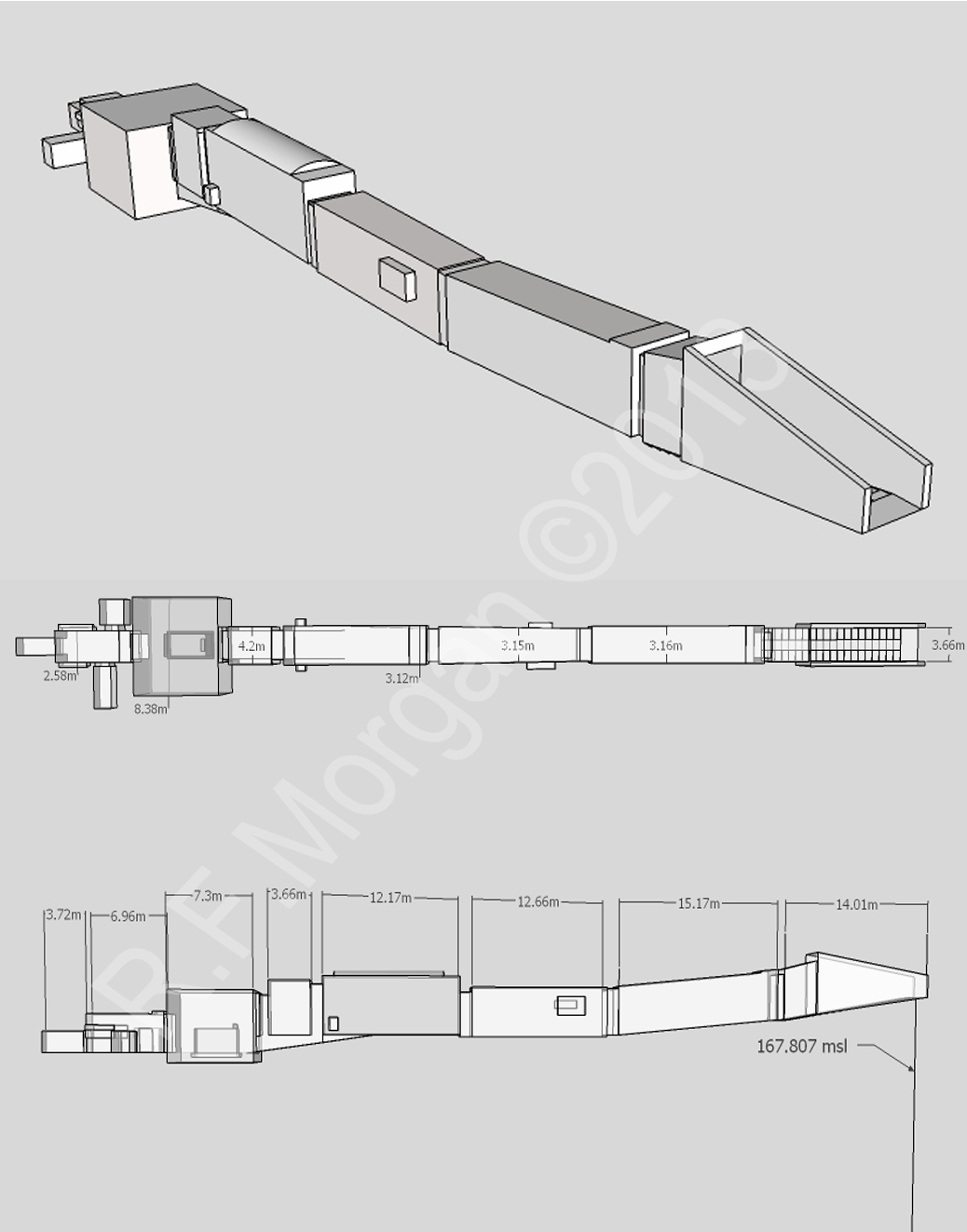
KV2의 개략도

위치상으로는 왕가의 계곡 북서쪽에 있는 언덕 기슭에서 발굴되었다. 제20왕조의 다른 무덤과 마찬가지로 KV2는 직선 축을 따라 배치된 구조를 갖추고 있다. 제20왕조의 람세스 3세의 무덤 이래 후대 파라오들은 같은 구조를 따른 무덤을 만들었고, 내부 벽화 장식도 거의 비슷하게 꾸며졌다.
무덤의 최대 길이는 88.66m에 달하며, 완만한 경사를 이루며 내려가는 3개의 복도 (B, C, D)로 구성되어 있다. 세 복도를 지난 뒤에는 내부를 넓힌 방(E)과 묘실(J)이 이어진다. 묘실을 지나면 다시 좁은 복도(K)가 나오고 그 옆에는 세 개의 부속실 [Ka, Kb 및 Kc]이 나 있다.
무덤 내부는 대부분 손상되지 않았으며 라의 연도, 동굴의 서, 사자의 서, 암두아트의 서, 천국의 서를 묘사한 벽화로 꾸며져 있다. 석관은 부서진 상태이며 고대에 이미 훼손된 것으로 추정된다. 람세스 4세의 미라는 후대에 이르러 KV35의 미라 은닉처로 옮겨졌다.
무덤 입구에서는 신관문자가 새겨진 오스트라콘이 발견되었는데, 람세스 4세 재위 2년차 시점에서 지역 총독과 파라오의 시종장 2명이 선정한 무덤 위치에 관한 정보가 담겨 있다. 람세스 4세는 말년에 왕위에 올랐고, 약 6년이라는 비교적 짧은 재위기간 동안 상당한 규모의 무덤을 확보하기 위해 데르 엘 메디나에서 작업하던 기존 인력의 규모를 두 배로 늘려 총 120명이 작업토록 했다. KV2는 크기는 크지만 디자인과 장식이 "단순하다"고 소개되어 있다.

## 고대 방문

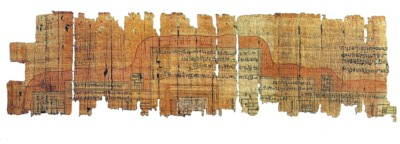
KV2 무덤에서 발견된 고대 파피루스. 무덤의 설계도면이 담겼다.

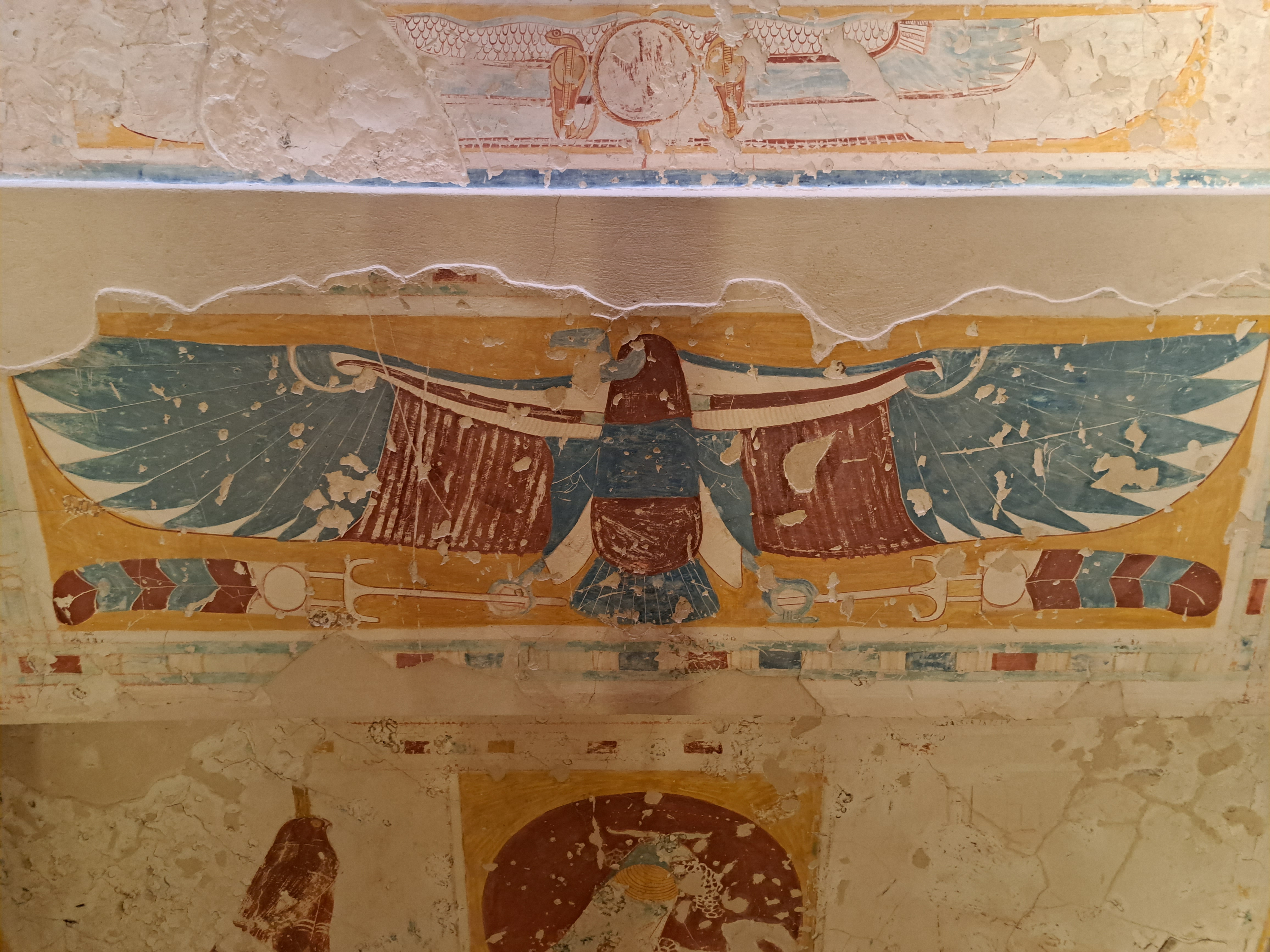
왕가의 계곡(KV2)에 있는 람세스 4세 무덤 입구 천장

일찍이 고대부터 외부에 노출되어 방문객이 찾았던 11개의 무덤 중 하나다. 무덤 내부에 새겨진 낙서의 수는 총 656건으로, 왕가의 계곡 내에서 KV9에 이어 두 번째로 많은 무덤이다. 대부분의 낙서는 고대 그리스와 고대 로마 시대의 방문객들이 남기고 간 것이다. 콥트어로 쓰여진 낙서도 50여건으로 파악되는대 이들 대부분은 입구 통로 우측 벽면에 남겨져 있다. 무덤 자체가 콥트교 수도승들의 거처로 사용된 것으로 추정되는데, 그 증거로 콥트교 표식과 십자가가 무덤 벽면 내에 남겨져 있다.
왕가의 계곡을 처음 방문한 유럽인 가운데 1743년 리처드 포코크는 <이집트 조사> (Observations of Egypt)를 저술하면서 KV2 무덤에 대해 'B 무덤' (Tomb B)로 명명하였다.
19세기 초에 이르러 나폴레옹의 이집트 원정에 동행한 학자들은 왕가의 계곡을 조사한 뒤 KV2를 '2번 무덤' (IIe Tombeau)으로 명명하였다. 이후 1825년에 제임스 버튼이 무덤 평면도를 작성하였으며, 1828년~1829년에는 프랑스-토스카나 왕국 탐사단이 무덤의 비문에 대한 조사를 실시했다.

## 발굴 조사
고고학자 에드워드 에이톤은 1905년~1906년에 KV2의 무덤 입구를 발굴했고, 1920년에는 하워드 카터가 그 뒤를 이었다. 두 발굴조사에서 모두 우샤브티, 오스트라카와 나무 조각, 유리 조각, 파이앙스 등 원래 무덤 내부에서 나온 마감장식 조각이 발견됐다.

## 각주

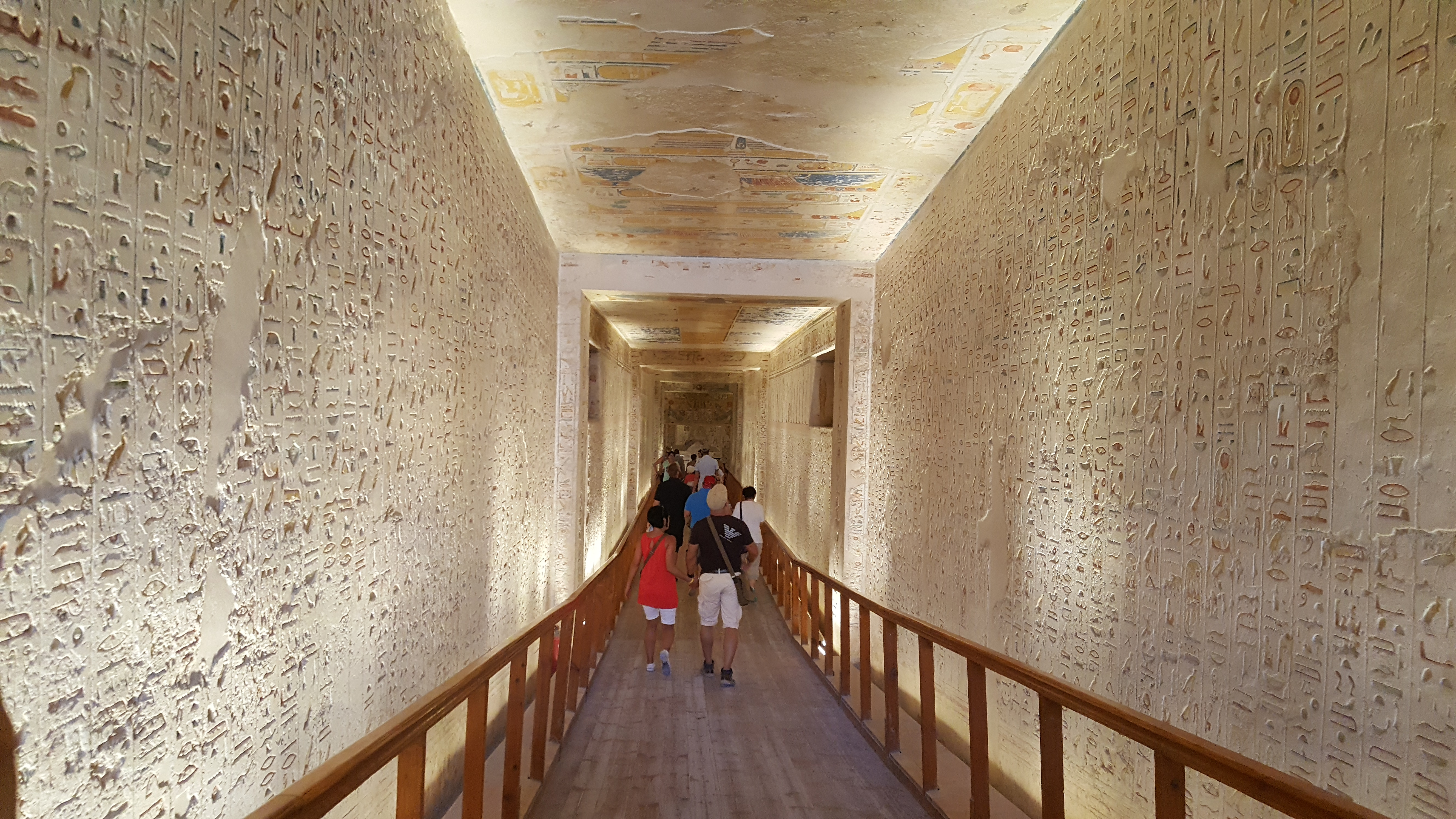
KV2 입구 복도

## 참고 문헌
- Reeves, Nicholas; Wilkinson, Richard H (1996). 《The Complete Valley of the Kings》. Thames and Hudson. ISBN 9780500050804.
- Siliotti, A (1996). 《Guide to the Valley of the Kings and to the Theban Necropolises and Temples》. A.A. Gaddis.
- Dodson, Aidan; Ikram, Salima (2008). 《The Tomb in Ancient Egypt: Royal and Private Sepulchres from the Early Dynastic Period to the Romans》. Thames & Hudson. ISBN 9780500051399.